# 御朱印谷山
御朱印谷山（ごしゅいんだにやま）は、徳島県那賀郡那賀町にある山である。標高1,218.1m。

## 地理
旧木頭村に位置する。四ツ足峠にある四ツ足堂の南東約5kmに位置し、千本谷と南川に挟まれる。
山名は南東方向に流れる御朱印谷の山の意である。「木頭村誌」には御朱印谷は「ごしんだに」と呼び、徳島藩政期の土地所有状態から名付けられたとされる。谷の呼称も「ごしゅいんだに」が現在では一般的である。